# ليليان بينون توماس
ليليان بينون توماس (بالإنجليزية: Lillian Beynon Thomas)‏ (26 مايو 1884 في كندا - 2 سبتمبر 1961، وينيبيغ في كندا)؛ صحفية وروائية كندية.